# Арбузово (деревня, Московская область)
Арбузово — деревня в Дмитровском районе Московской области, в составе городского поселения Яхрома. До 2006 года Арбузово входило в состав Подъячевского сельского округа. 

## Расположение
Деревня расположена в западной части района, примерно в 16 км на юго-запад от города Яхромы, на безымянном левом притоке реки Лутосня, высота центра над уровнем моря 199 м. Вблизи деревни расположены СНТ и СТ с одноимённым названием. Ближайшие населённые пункты — Бортниково, Филимоново, Подъячево и Федоровка. Через деревню проходит региональная автодорога Рогачёвское шоссе.

## Население
| 2002 | 2006 | 2010 |
| ---- | ---- | ---- |
| 5    | ↗7   | ↘6   |